# Chililix
Chililix är en ort i Mexiko.   Den ligger i kommunen Hueytlalpan och delstaten Puebla, i den sydöstra delen av landet, 170 km öster om huvudstaden Mexico City. Chililix ligger 613 meter över havet och antalet invånare är 187.
Terrängen runt Chililix är kuperad. Runt Chililix är det ganska tätbefolkat, med 104 invånare per kvadratkilometer. Närmaste större samhälle är Olintla, 6,2 km norr om Chililix. Omgivningarna runt Chililix är en mosaik av jordbruksmark och naturlig växtlighet.